# Cassida eximia
Cassida eximia is een keversoort uit de familie bladkevers (Chrysomelidae). De wetenschappelijke naam van de soort werd in 2004 gepubliceerd door Borowiec & Ghate.